# Stolnic

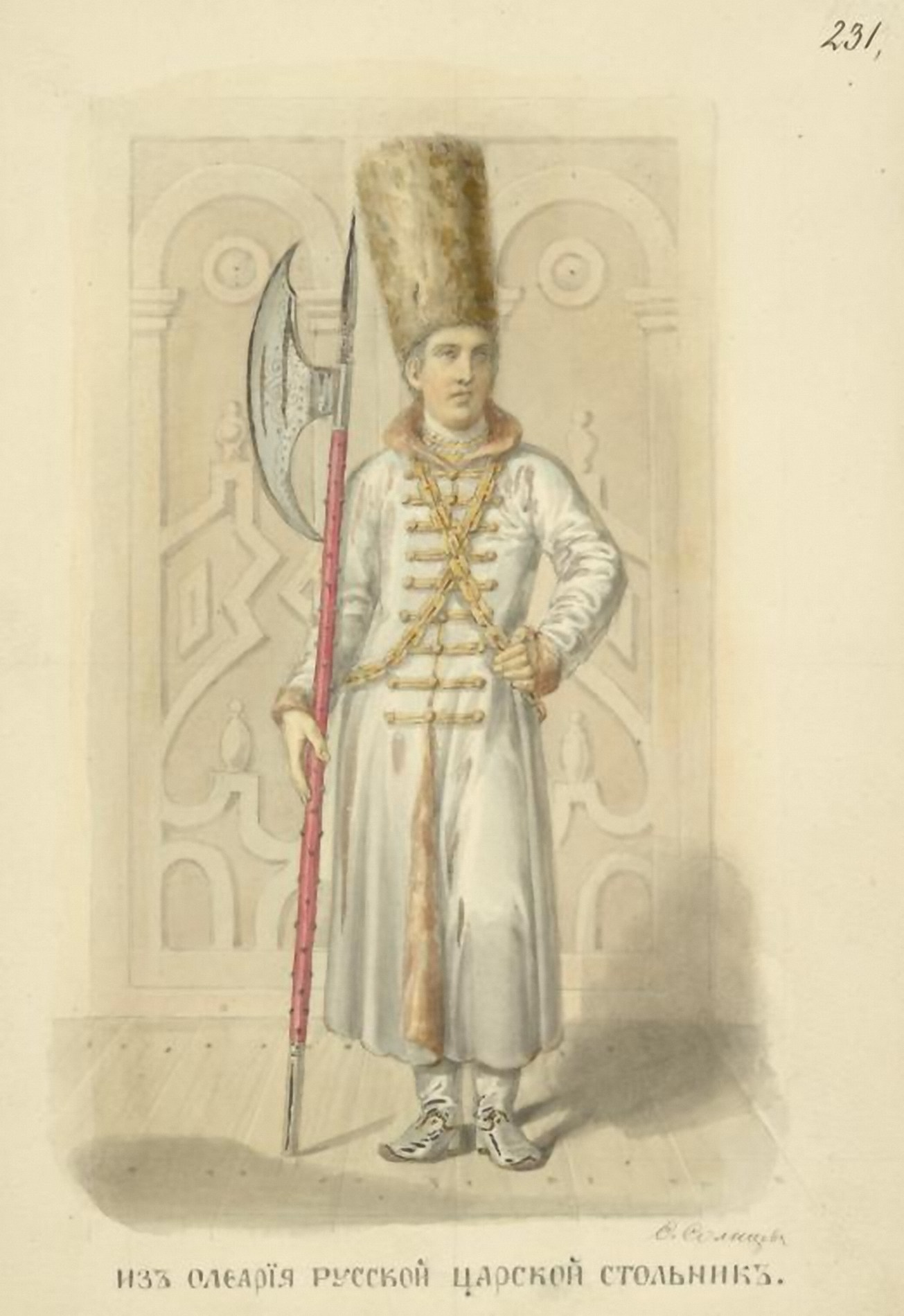
Un stolnic ruso.

Stolnic fue un rango nobiliario rumano de las cortes de los principados rumanos de Moldavia y Valaquia. El cargo se correspondía aproximadamente al de senescal o mayordomo mayor, y provenía del término eslavo stolnik, que a su vez, deriva de la palabra stol, "mesa", por ser teóricamente el responsable de la mesa del príncipe.
De este rango se deriva el de mare stolnic o "gran senescal".
Aparece documentado por primera vez en 1392 en Valaquia y en 1393 en Moldavia.